# Sitno (powiat wąbrzeski)
Sitno – wieś w Polsce położona w województwie kujawsko-pomorskim, w powiecie wąbrzeskim, w gminie Ryńsk. Siedziba sołectwa.
Według podziału administracyjnego Polski obowiązującego w latach 1975–1998, miejscowość należała do województwa toruńskiego. Według Narodowego Spisu Powszechnego (III 2011 r.) liczyła 252 mieszkańców. Jest czternastą co do wielkości miejscowością gminy Ryńsk.
W przeszłości w Sitnie funkcjonował folwark szlachecki.